# HD 24071
HD 24071 bildar tillsammans med HD 24072 en dubbelstjärna eller möjligen en trippelstjärna i den mellersta delen av stjärnbilden Eridanus som också har Bayer-beteckningen f Eridani. Den har en skenbar magnitud av ca 5,25 och är svagt synlig för blotta ögat där ljusföroreningar ej förekommer, medan HD 24072 har en skenbar magnitud av ca 4,72. Baserat på parallax enligt Gaia Data Release 2 på ca 19,0 mas, beräknas de befinna sig på ett avstånd på ca 172 ljusår (ca 53 parsek) från solen. De rör sig bort från solen med en heliocentrisk radialhastighet på ca 16 km/s. Paret ingår i rörelsegruppen Tucana-Horologium av stjärnor med en gemensam egenrörelse genom rymden.

## Egenskaper
Den ljusare stjärnan HD 24072 är en blå till vit stjärna i huvudserien av spektralklass B9.5 Van, där n-suffixnoten anger att dess spektrum visar ”diffusa” absorptionslinjer på grund av stjärnans snabba rotation.
HD 24071 är en blå till vit stjärna i huvudserien av spektralklass B9.5 Van, Den har en radie som är ca 1,8 solradier och har ca 52 gånger solens utstrålning av energi från dess fotosfär vid en effektiv temperatur av ca 11 100 K. Stjärnan är en misstänkt variabel av okänd typ med amplitud av 0,05 magnitud och är en källa till röntgenstrålning vilken kan komma från en följeslagare av spektralklass G2-5 V.
År 2009 hade paret en vinkelseparation av 8,40 bågsekunder vid en positionsvinkel av 216°.